# Amt Zarrentin
Het Amt Zarrentin is een samenwerkingsverband van 5 gemeenten in de Landkreis Ludwigslust-Parchim van de Duitse deelstaat Mecklenburg-Voor-Pommeren. De bestuurszetel bevindt zich in de stad Zarrentin am Schaalsee.

## Gemeenten
1. Gallin (582)
2. Kogel (659)
3. Lüttow-Valluhn (911)
4. Vellahn (2.756)
5. Zarrentin am Schaalsee, stad * (5.369)